# Franey Mountain
Franey Mountain är ett berg i Kanada.   Det ligger i provinsen Nova Scotia, i den östra delen av landet, 1 200 km öster om huvudstaden Ottawa. Toppen på Franey Mountain är 434 meter över havet, eller 44 meter över den omgivande terrängen. Bredden vid basen är 2,1 km. Franey Mountain ligger på ön Kap Bretonön.
Terrängen runt Franey Mountain är kuperad. Trakten runt Franey Mountain är nära nog obefolkad, med mindre än två invånare per kvadratkilometer.. 
Omgivningarna runt Franey Mountain är en mosaik av jordbruksmark och naturlig växtlighet.